# パンダルアン川
パンダルアン川（パンダルアンがわ、マレー語:Sungai Pandaruan、英語: Pandaruan River）は、ボルネオ島（カリマンタン島）を流れる国際河川である。この川はブルネイ・ダルサラーム国とマレーシアの国境を形成する。この川によってマレーシア・サラワク州とブルネイの飛地であるテンブロン地区が分かたれる。川はブルネイ湾（Brunei Bay）に注ぐ。河川を横断するフェリーが就航している。